# Battaglia del Cesano (1944)
La battaglia del Cesano è una battaglia che si è svolta tra il 9 e l'11 agosto 1944 lungo il fiume Cesano nell'ambito dell'avanzata alleata nel settore adriatico.
Gli alleati con questa battaglia si proponevano da un lato di consolidare il possesso della Strada statale 76 della Val d'Esino: direttrice stradale che doveva essere percorsa in sicurezza dal I Corpo canadese e dal V Corpo britannico nel loro trasferimento verso il versante adriatico, per poi essere impiegati nell'attacco alla Linea Gotica.
Dall'altro lato si inserisce nel progressivo avanzare verso Nord del fronte di guerra che si stava ormai approssimando alla Linea Gotica.

## Storia
In seguito alla liberazione di Ancona, avvenuta il 18 luglio 1944, l'esercito tedesco si attestò lungo il crinale spartiacque tra la valle del Misa a Sud e la valle del Cesano a Nord. La linea di difesa attraversava le Marche trasversalmente dalla costa sino agli Appennini passando per Scapezzano, Santa Lucia, Monterado, Corinaldo, Castelleone di Suasa, Loretello, Palazzo e Caudino.
Sul fronte alleato il II Corpo polacco era attestato nella zona del fronte più prossimo alla costa adriatica, la 3ª Carpazi direttamente sulla costa e alla sinistra la 5ª divisione Kresowa, mentre il Corpo Italiano di Liberazione si occupava dell'altra metà della lunghezza del fronte, nelle zone più interne dell'entroterra.
La battaglia ebbe inizio nella mattina del 9 agosto: i polacchi attaccarono Scapezzano, Santa Lucia, La Croce e Monterado. Il C.I.L. attaccò e conquistò Monterado e Santa Maria. La battaglia durò per due giorni e costò complessivamente al corpo polacco 82 morti, 304 feriti e 4 dispersi, mentre sul campo tedesco si contarono 200 morti, 600 feriti e 300 prigionieri.
Il 9 agosto venne occupata Serra Sant'Abbondio mentre l'11 agosto Frontone.
I tedeschi non resistettero all'offensiva alleata e si dovettero ritirare sul crinale spartiacque tra la valle del Cesano e la valle del Metauro.
La vittoria alleata permise il raggiungimento della valle del Cesano e l'interruzione delle comunicazioni stradali sulla direttrice Pergola-Cagli.